# Nevastă-mea și copiii
Nevastă-mea și copiii (My Wife and Kids în original) este un serial american de comedie de familie, care a fost difuzat pe ABC din 28 martie 2001 până pe 17 mai 2005.Produs de Touchstone Television (acum ABC Studios), avându-i ca protagoniști pe Damon Wayans și Tisha Campbell-Martin, serialul se concentrează pe viața personajului Michael Kyle, un soț iubitor și un tată modern care își impune regulile într-un stil parental unic.Dorește să îi învețe pe cei trei copii ai săi câteva lecții de viață, reușind acest lucru prin propriul său umor caracteristic.Wayans și veteranul producător/scriitor de televiziune, Don Reo, au co-creat și produs acest serial.

## Povestea
Serialul se concentrează pe întâmplările prin care trece Michael Kyle împreună cu familia sa, din Stamford, Connecticut.După ce soția sa, Jay, a rămas însărcinată pe când era doar o adolescentă, Michael a dezvoltat, în cele din urmă, un anumit soi de paranoia și s-a hotărât să nu își lase copiii să își înceapă viața pășind pe același drum pe care a pornit el.Însă, în afară de acest țel, de această preocupare, are anumite idei excentrice, ciudate, și de cele mai multe ori, iritante, de la care nu se abate indiferent de situație.Michael Kyle, Jr. (poreclit și ,,Junior’’) este fiul său cel mai mare, puțin mai încet în gândire, Claire, fiica sa mijlocie, o adolescentă încrezută și Kady, cea mai mică dintre cei 3 copii, este fiica sa adorabilă și iubitoare.Mai târziu în serial, coșmarul lui Michael devine realitate în momentul în care Junior le dă vestea că prietena lui, Vanessa, a rămas însărcinată.

## Episoade
Spre deosebire de celălalte sitcomuri de acest gen, în serialul Nevastă-mea și copiii nu apare nici un episod care să ilustreze una dintre marile sărbători (Crăciun, Ziua Recunoștinței etc.).Această trăsătură distinctă a serialului se poate datora faptului că Wayans a crescut ca fiind Martor al lui Iehova.Nu există nici o piesă de intro adecvată, cu toate că serialul a avut două teme de încheiere (una dintre ele era folosită în primul sezon la începutul fiecărui episod) pe tot parcursul difuzării sale.

### Sfârșitul serialului
Michael dorește cu disperare să facă sex cu soția sa, însă acesteia îi este frică de o nouă sarcină, motiv pentru care îl roagă pe Michael să își facă o vasectomie.Deși se tot răzgândește în privința intervenției chirurgicale, nevoia sa de a face sex cu Jay îl ajută să își depășească frica de operație.Totuși, se sperie din nou și pentru a evita operația minte în legătură cu faptul că și-a făcut vasectomia, însă după ce Jay află adevărul, se înfurie, astfel că Michael merge să se opereze cu adevărat.La sfârșitul ultimului episod, Jay îi dă vestea că este deja însărcinată.

## Personajele principale
- Michael Richard Kyle, Sr. (Damon Wayans) – Michael este tatăl a trei copii și capul familiei.Este căsătorit cu Janet “Jay” Kyle de la 17 ani, după ce aceasta a rămas însărcinată cu primul lor copil, Michael Kyle Junior.Michael Sr. deține o firmă de camioane de transport pe care a construit-o începând de la zero.Are un simț al umorului foarte interesant și imită, ocazional, persoane celebre ca Bill Cosby și Don King.Își învață copiii lecții valoroase, folosind o metodă pe care el o intitulează ca fiind Momentele memorabile ale lui Michael Kyle (în original Michael Kyle Signature Moments), care implică de cele mai multe ori o anumită înșelăciune (de exemplu, în momentul în care află că fiica sa, Claire, a luat mașina familiei fără să ceară permisiunea, acesta mută automobilul din locul său obișnuit, pentru a o face să creadă că a fost furată, când află că Junior a fumat marijuana, Michael, împreună cu Jay, incearcă să îl convingă că halucinează etc.).Kady este singura dintre copii, căreia nu i s-a dat o lecție folosind această metodă.Michael urăște să întârzie, iar în momentul în care acest lucru se întâmplă devine impacientat, lucru ce a putut fi observat în episodul ,,Get out’’ din sezonul doi.Specifică lui este replica ,,Eh no’’, spusă cu o voce nazală, împrumutată uneori și de  membrii familiei.Sunt făcute, deseori, glume pe seama ,,podoabei’’ sale capilare, din cauză că este chel.
- Janet Marie “Jay” Kyle (Tisha Campbell-Martin) – Janet, lumea adresându-i-se cu Jay de cele mai multe ori, este mamă a 3 copii.Este practic vocea rațiunii în serial, inclusiv pentru Michael.De exemplu, în episodul ,,Jr.’s Risky Business’’ din sezonul trei, în care Michael îi prinde pe Jr. și pe Vanessa făcând sex în patul lor conjungal, Michael îl dă afară din casă pe Jr., singura care l-a îndemnat însă să se răzgândească fiind Jay.Lipsește timp de două episoade la începutul sezonului doi, deoarece a fost însărcinată, iar în momentul în care se întoarce în serial, Michael se arată mirat de creșterea în greutate evidentă, această schimbare corporală fiind motivată de faptul că, aceasta, s-a îngrășat cât timp a stat la mama sa.În episodul pilot aceasta este angajată la o firmă de brokeraj, slujbă de care Michael nu este prea încântat, însă după ce începe să se obișnuiască cu ideea, și să o accepte, Jay este concediată în următorul episod din același prim sezon.
- Michael Richard Kyle, Jr. (George O. Gore II) – Jr. este primul născut și singurul băiat dintre cei trei copii ai lui Michael și Jay.În primul sezon este, inițial, prezentat ca fiind un elev nu foarte silitor, leneș, urmând ca mai apoi, trăsătura definitorie a sa să fie dictată de trecerea acestuia prin pubertate și modul în care se comportă (de exemplu, episodul ,,Breaking Up and Breaking It’’ din primul sezon, când Jr. se închide în baie cu niște reviste și suferă un mic ,,accident’’).Una din mariile sale ambiții din primele sezoane este să își piardă virginitatea, lucru care se și întâmplă, însă după mai multe încercări eșuate.Marea lui dorință devine realitate, abia în primul episod din sezonul trei ,,The Kyles Go to Hawaii”.Într-un alt episod acesta este prins făcând sex cu prietena sa, Vanessa, în dormitorul părinților lui, motiv pentru care Michael îl dă afară din casă.Jay îl roagă să se răzgândească, astfel că Jr. rămâne în casa familiei Kyle, dar nu în camera sa de până acum,pe care Michael a transformat-o în camera sa personală, ci în garajul casei pe care îl improvizează ca un dormitor.Este de cele mai multe ori luat peste picior de către membrii familiei, din cauză că nu este foarte inteligent.Junior este foarte talentat la desen.În episodul ,,Graduation’’ din sezonul trei, Jr. le dă vestea părinților săi că prietena sa, Vanessa, este însărcinată.
- Claire Marie Kyle (Jazz Raycole în primul sezon, Jennifer Freeman din sezonul al doilea până în sezonul cinci) – Claire este copilul mijlociu al lui Michael și Jay.În primul sezon, a trecut prin schimbările tipice prin care trece o preadolescentă.A avut parte de prima pasiune pentru un băiat, de dorința de a-și cumpăra un sutien, s-a simțit rușinată sau iritată de părinții ei.Când Jennifer Freeman a preluat rolul lui Claire, personajul a trecut de la vârsta de 12 ani la cea de 14 ani, personalitatea sa schimbându-se vizibil.Ea a devenit superficială si îngâmfată.Începând cu sezonul doi Claire se întâlnește cu Tony Jeffers, pe care Michael îl acceptă.
- Kady Jay Kyle (Parker McKenna Posey) – Este fiica cea mai mică a soților Kyle, cea mai cuminte și mai ascultătoare.În episodul ,,Making the Grade’’ din primul sezon, Kady dovedește, în momentul în care cântă melodia Itsy Bitsy Spider, că știe mai multe limbi.La un moment dat, Kady dorește să fie ca și Claire, astfel că dorește să facă cât mai multe lucruri ca și sora ei mai mare, cum are fi să meargă cu aceasta la mall.În sezonul trei aceasta se ,,întâlnește’’ cu Franklin Mumford, copilul minune care s-a îndrăgostit nebunește de Kady.